# Seenotrettungsstation Prerow/Wieck
Die Seenotrettungsstation Prerow/Wieck ist ein Stützpunkt von Freiwilligen der Deutschen Gesellschaft zur Rettung Schiffbrüchiger (DGzRS) an der Ostsee in Mecklenburg-Vorpommern. Die Station ist im alten Rettungsschuppen in Prerow am Deich zum ehemaligen Prerower Strom untergebracht, wo für die Seenotretter im Stationsgebäude ein SAR-Fahrzeug bereitsteht. Mit dem Geländewagen unterstützen die Helfer das Rettungsboot der Station in Zingst vom Strand aus, um die Suche nach Vermissten und Havaristen zu unterstützen. Mit einem modernen, druckluftbetriebenen Leinenwurfgerät können Leinenverbindungen zu Schiffen hergestellt oder Personen in Strandnähe gerettet werden.
Wegen der regelmäßigen Versandung der Zufahrt zum Nothafen Darßer Ort  wurde im Jahr 2024 am Ende der Seebrücke Prerow ein Hafen für Fischer und die DGzRS geschaffen, der Seenotkreuzer soll dorthin verlegt werden.

## Boddenrevier
Mit dem SAR-Fahrzeug erreichen die Retter von Prerow auch den 6,5 km entfernten Sportboothafen von Wieck a. Darß, wo seit dem Jahr 2000 ein Seenotrettungsboot (SRB) seinen festen Liegeplatz hat. Von 2006 bis 2021 war dort das SRB STRALSUND der 8,5-Meter-Klasse stationiert. Dadurch kann auch der Bodstedter Bodden rettungstechnisch abgedeckt werden. Mit der Stationierung des SRB im Hafen erfolgte gleichzeitig die Umbenennung des Stationsnamens auf „Prerow/Wieck“.  Die Alarmierung der Freiwilligen von Prerow erfolgt im Regelfall durch die Zentrale der DGzRS in Bremen, wo die Seenotleitung Bremen (MRCC Bremen) ständig alle Alarmierungswege für die Seenotrettung überwacht.
2021 erhielt die Station ein ganz neues SRB der 8,9-Meter-Klasse. Es ist das fünfte Exemplar der Bauserie, die speziell für die Bedürfnisse der Boddengewässer entwickelt worden ist. Am 2. Oktober 2021 wurde das neu gebaute SRB PUG in Bremen getauft und dann zum Liegeplatz in Wieck a. Darß verlegt.

## Geschichte
Die Rettungsstation in Prerow ist eine der ältesten Ostseestationen in Vorpommern. Der 1866 gegründete Neuvorpommersch-Rügensche Verein zur Rettung Schiffbrüchiger übernahm die Station und listete unter Stationsgründung das Jahr 1831. Zwei Jahre nach seiner Gründung schloss sich der Verein der DGzRS an und wurde einer der Bezirksvereine. Für 1869 wird von einem Rettungsschuppen mit Ruderrettungsboot in der Nähe des Dorfes am Strand berichtet. Das Boot ist die Ergänzung zur damaligen Raketenstation am Darßer Ort, dessen Seegebiet mit Untiefen für die Schifffahrt bis heute ein gefährliches Revier ist. Lange Zeit führte die Station Prerow mit der Anzahl der Geretteten die Statistik aller deutschen Seenotrettungsstationen an.
Im Laufe der Jahre ersetzte die DGzRS die Boote regelmäßig und schickte 1938 ein Motorrettungsboot nach Prerow. Das Boot wurde aber im Zweiten Weltkrieg an der Nordsee benötigt und verlegte 1942 nach Munkmarsch auf der Insel Sylt. Mit dem Ende des Krieges lag Prerow auf dem Gebiet der DDR, die ab 1953 die Station dem staatlichen Seefahrtsamt (später Seenotrettungsdienst der DDR) unterstellte.
Seit 1991 ist die DGzRS wieder in Prerow präsent. Sie stationierte 1993 das SAR-Mobil im alten Rettungsschuppen. Erstes Seenotrettungsboot (SRB) in Wieck war ab dem Jahr 2000 die HÖRNUM aus der 9-Meter-Klasse der 1. Generation von SRB, die seit 1977 in Hörnum (Sylt) in Dienst gestanden hatte. Nach sechs Jahren und fast 30 Jahren Dienstzeit wurde das Boot außer Dienst gestellt und nach Uruguay an den dortigen Seenotrettungsdienst verkauft. Als Ersatz kam 2006 aus Stralsund das 1994 gebaute gleichnamige 8,5-Meter-SRB. Nach 15 Jahren Dienst auf dem Darß und 28 Jahren gesamter Dienstzeit wurde dieses Boot außer Dienst gestellt und an die Freiwillige Feuerwehr in Glückstadt zum Einsatz auf der Elbe verkauft. Als Ersatz wurde am 2. Oktober 2021 das neu gebaute 8,9-Meter-Seenotrettungsboot PUG in Bremen getauft und dann zum Liegeplatz in Wieck a. Darß verlegt.

## Zusammenarbeit
Bei umfangreicheren Rettungs- oder Suchaktionen erfolgt eine gegenseitige Unterstützung durch die benachbarten Stationen:
- Kreuzer der Seenotrettungsstation Darßer Ort/Prerow
- Boot der Seenotrettungsstation Zingst
- Boot der Seenotrettungsstation Wustrow

## Sonstiges
Der langjährige Vormann der Station Johann Niemann (1866–1963), der während seiner 35 aktiven Jahre bei der DGzRS über 70 Menschen das Leben gerettet hatte, holte 1936 noch als 70-Jähriger mit einem Ruderrettungsboot 13 Seeleute aus der Ostsee vor dem Darß. Dafür erhielt er die Prinz-Heinrich-Medaille, die von der DGzRS seinerzeit jährlich für die jeweils schwerste Rettungsfahrt vergeben wurde.
Die Geschichte der Seenotrettung auf der Halbinsel Darß wird im Darßmuseum in Prerow präsentiert. Darunter befinden sich auch die Medaillen und Auszeichnungen, die Vormann Niemann für seine Rettungstaten erhalten hatte.

## Fotogalerie

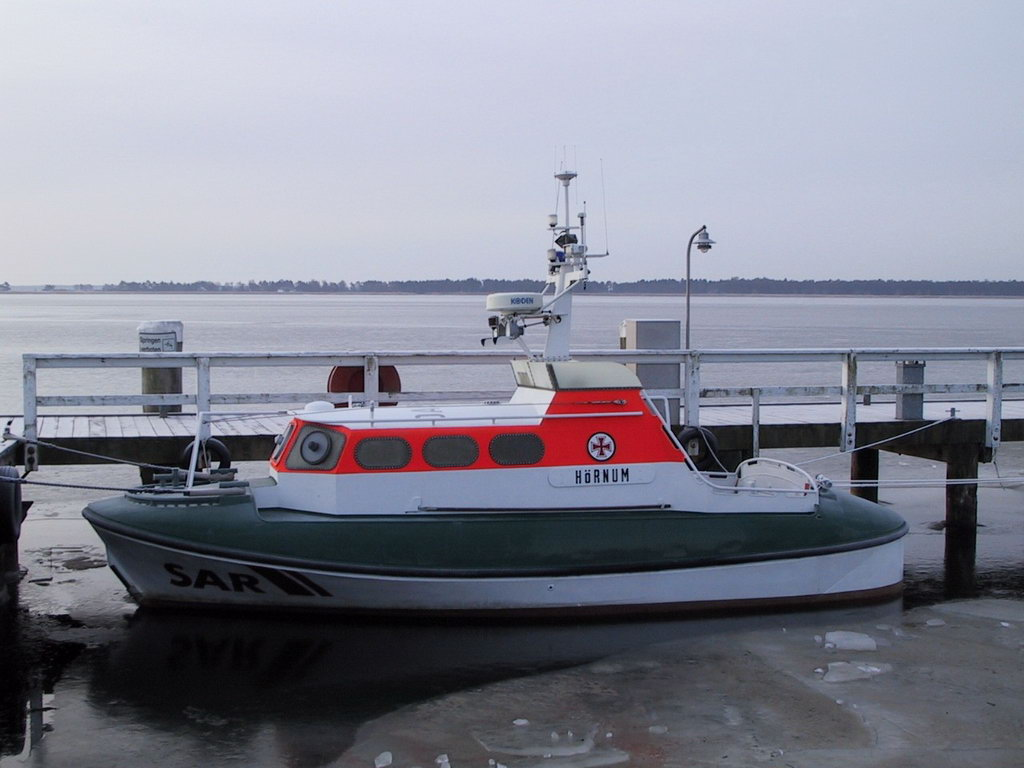
SRB HÖRNUM am Anleger in Sportboothafen Wieck
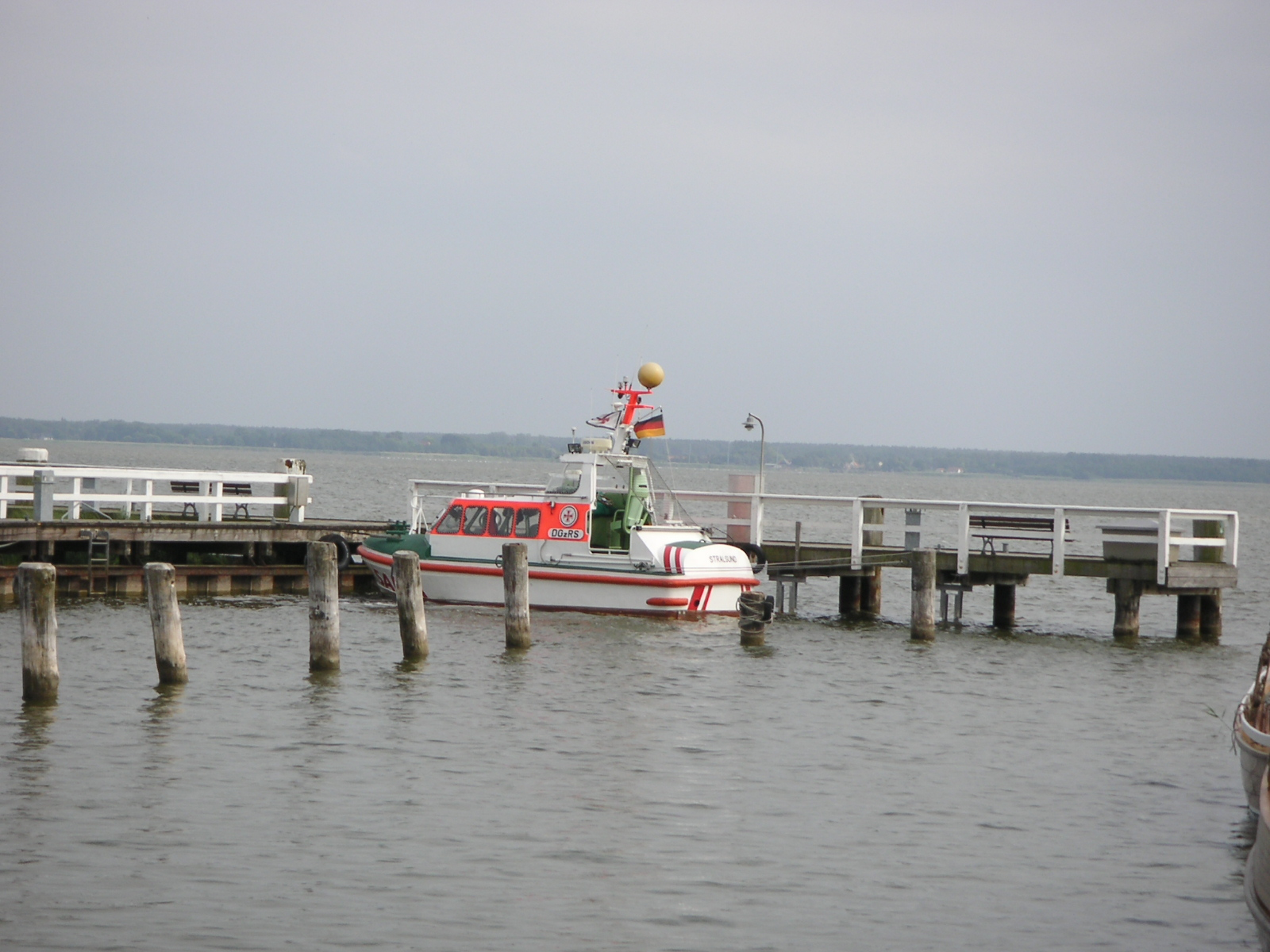
SRB STRALSUND im Sportboothafen Wieck
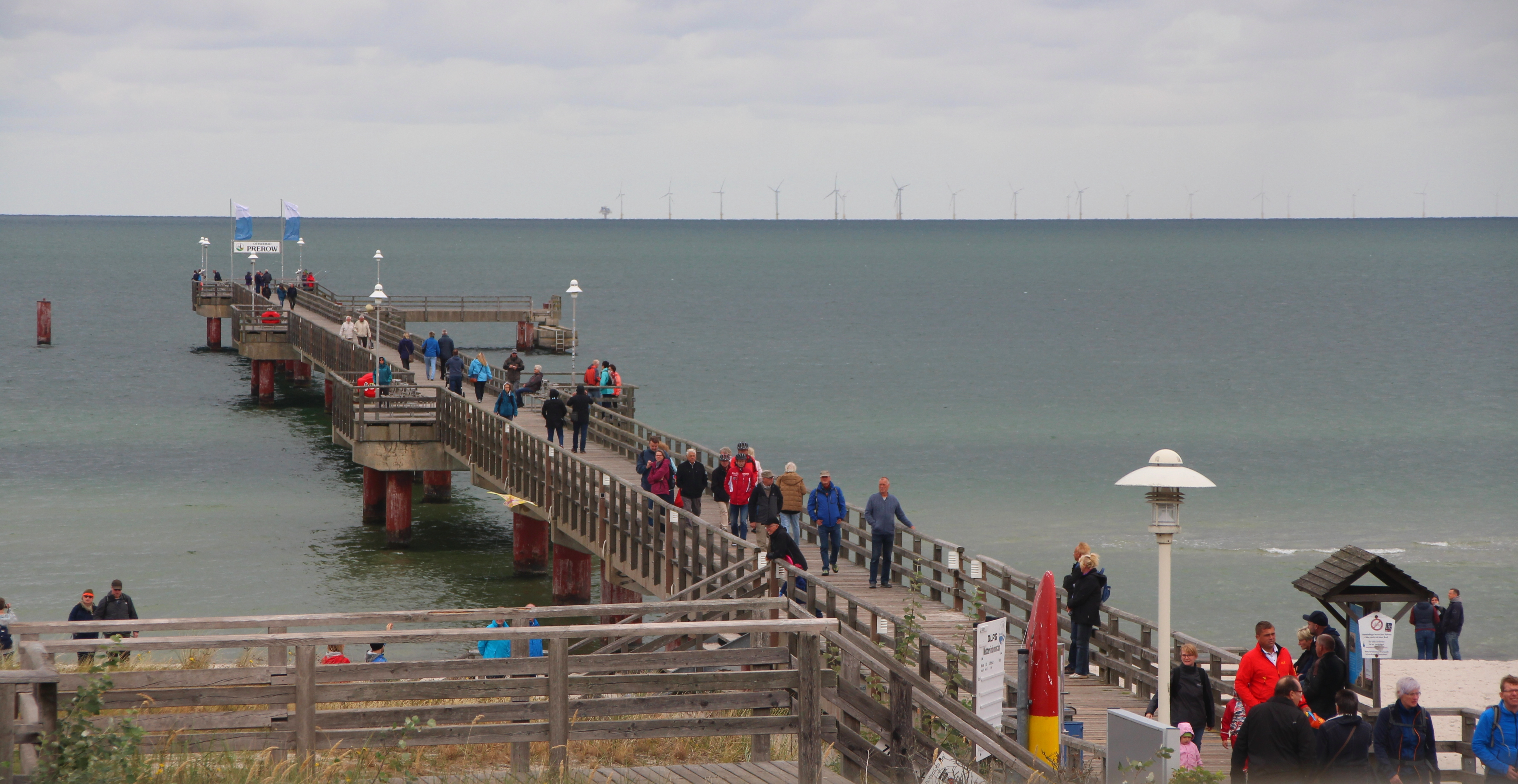
Die alte Seebrücke in Prerow
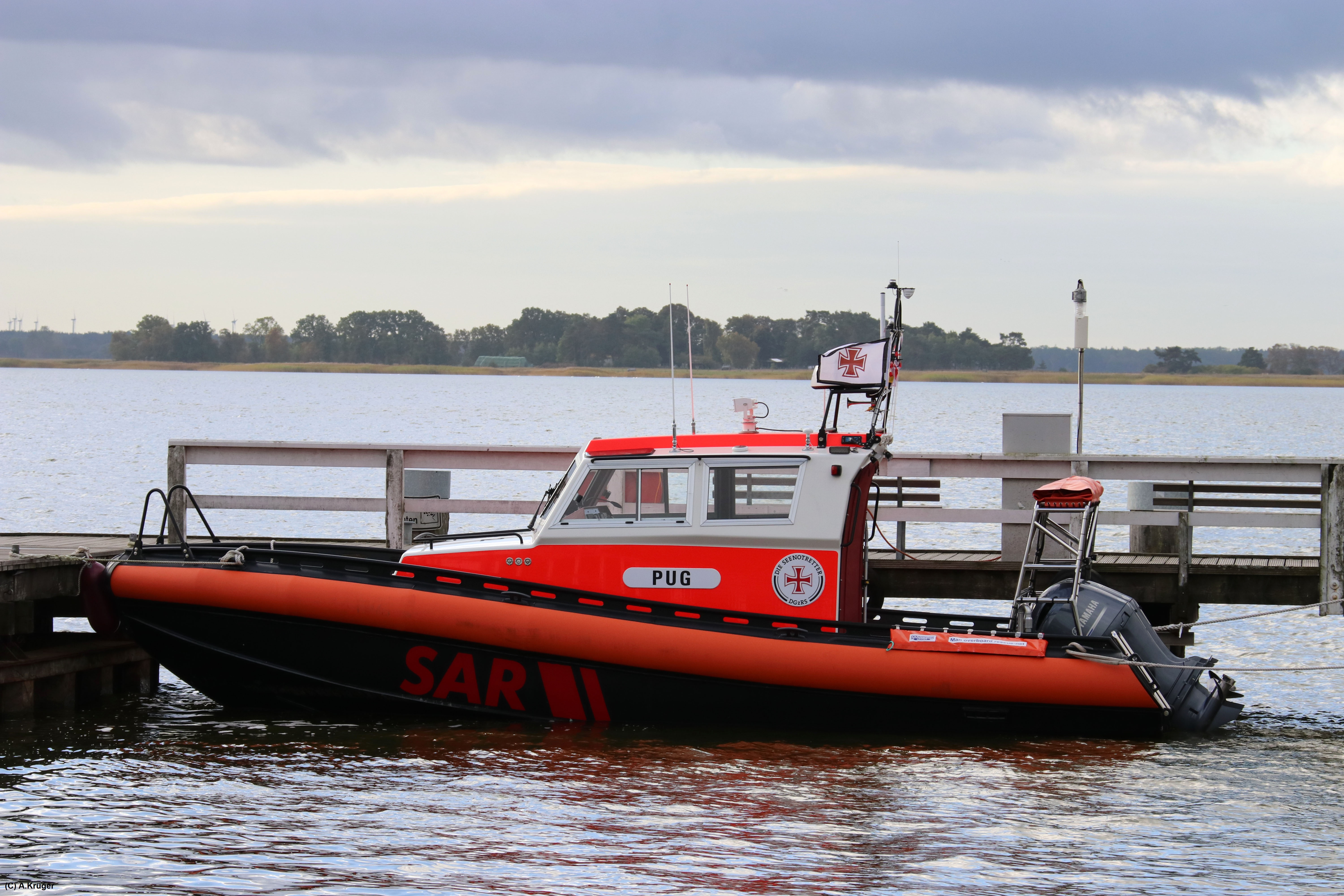
8,9m Seenotrettungsboot PUG am Liegeplatz in Wieck a. Darß